# 艾瑞克·霍斯摩
艾瑞克·約翰·霍斯摩（英語：Eric John Hosmer，1989年10月24日—），為美國職棒大聯盟的一壘手。他先前曾待過皇家、教士、紅襪與小熊等隊。2008年大聯盟選秀，於第一輪第3順位被皇家隊選走。2011年登上大聯盟。2015年拿下世界大賽冠軍。2016年拿下明星賽MVP。2017年球季結束離開皇家隊，加入教士隊。2024年初宣布退役。

## 職業生涯

### 堪薩斯市皇家

#### 2011年
2011年5月5日，皇家隊老將捕手Jason Kendall整季報銷，因而由霍斯摩遞補其空缺。5月6日，霍斯摩登上大聯盟，代替原一壘手Kila Ka'aihue。他吞下2次三振，2次保送，1次盜壘。
5月11日，霍斯摩已成為球隊的第四棒。他面對洋基隊投手A·J·柏奈特擊出生涯首轟。他4月的打擊率為2成83。7月16日，他面對雙城隊終結者Matt Capps擊出再見全壘打。這支全壘打也讓雙城隊在隔天拔除了Capps的終結者位置。他7月則拿下單月最佳新秀。9月20日，他單場擊出5安。他在9月再度拿下單月最佳新秀。
他在美聯年度最佳新秀排行第三，僅次於光芒隊的傑瑞米·海利克森與天使隊的馬克·川柏。他該季打擊率2成93，19轟73分打點。

#### 2012年
2月18日，皇家隊與霍斯摩簽下一年合約。在春訓期間就打下29分打點，長打率7成14。連「皇家先生」喬治·布列特都非常看好他以後的表現。堪薩斯市的報紙甚至譽他為「球隊的新招牌」、「未來的運動明星」等等。然而霍斯摩開季打得並不順，球隊甚至還一度11連敗。該季他打擊率2成32，14轟60分打點。

#### 2013年
該年他拿下生涯首座金手套獎。該季他打擊率為3成02，17轟79分打點。

#### 2014年
7月20日，他被紅襪隊投手喬恩·萊斯特觸身球擊中手部。然而他持續忍痛出賽，最後他在7月31日一次的揮棒中受傷。X光顯示他手指骨碎裂，因此他缺席了4週的比賽。他該季打擊率2成70，9轟58分打點。
該年的外卡戰，霍斯摩5次打擊全數上壘。美聯分區賽第2場，他擊出關鍵2分砲助球隊贏球。他也成為史上第一位在同一年季後賽延長賽擊出三壘安打和全壘打的一壘手。

#### 2015年
2月18日，霍斯摩與球隊簽下了2年1390萬美元的合約。該年成為了他的生涯年，打擊率2成97，18轟93分打點。10月23日，美聯冠軍賽第6場，他追平了喬治·布列特的季後賽23分打點隊史紀錄。2015年世界大賽第1場，他在延長14局擊出高飛犧牲打，打破了布列特的紀錄。他在世界大賽第5場第9局跑回追平分，最終皇家打敗大都會，拿下世界大賽冠軍。他也連3年拿下金手套獎。

#### 2016年
7月12日，他在明星賽擊出追平轟，他最終也拿下了明星賽MVP。該年他出賽158場，打擊率2成66，25轟為生涯新高，以及104分打點。

#### 2017年
該年球季他全數出賽，打擊率3成18為生涯新高，25轟94分打點，上壘率3成85也是生涯新高。球季結束後他成為自由球員。他也拿下了生涯第4座金手套。

### 聖地牙哥教士
2018年2月19日，霍斯摩與教士隊簽下8年1億4400萬美元的天價合約，這是教士隊史上最大的合約。霍斯摩將原先在皇家隊穿的35號改為30號，一方面是因為教士隊的35號已經退休，一方面霍斯摩用此背號紀念他在皇家已逝的前隊友尤丹諾·范圖拉。2018年球季，霍斯摩的打擊率為2成53，18轟69分打點。
2019年球季，他的打擊率為2成65，22轟99分打點。不過他該年出現了14次失誤是一壘手最多。
退役
生涯後期的於霍斯摩於2022至2023賽季間接連轉戰紅襪、小熊，但皆未能繳出理想表現，2024年季初未能獲得大聯盟合約的霍斯摩宣布退休，告別13年的球員生涯。

## 外部連結
- 球員資訊和成績在MLB，ESPN，Baseball-Reference，Fangraphs（英文）
- 艾瑞克·霍斯摩的X（前Twitter）
- 艾瑞克·霍斯摩在台灣棒球維基館上的頁面（繁體中文）